# Shirak, Shirak
Shirak là một đô thị thuộc tỉnh Shirak, Armenia. Dân số ước tính năm 2011 là 1091 người.